# Rezerwat przyrody Wzgórze Widokowe nad Międzyodrzem
Rezerwat przyrody „Wzgórze Widokowe nad Międzyodrzem” – rezerwat stepowy utworzony 23 stycznia 1973, w województwie zachodniopomorskim, w powiecie polickim, w gminie Kołbaskowo, na stromej krawędzi doliny Odry będącej kulminacją Wału Stobniańskiego, po południowej stronie autostrady A6, 0,8 km od północno-zachodniej granicy Parku Krajobrazowego Dolina Dolnej Odry, 1,25 km na południowy zachód od Siadła Dolnego, 1,25 km na zachód od rezerwatu przyrody „Kanał Kwiatowy” i 3,25 km na południowy zachód od rezerwatu przyrody „Kurowskie Błota”. Rezerwat zajmuje powierzchnię 4,43 ha (według dokumentu powołującego było to 4,19 ha).
Rezerwat położony jest na terenie Nadleśnictwa Gryfino. Nadzór nad nim sprawuje Regionalny Konserwator Przyrody w Szczecinie.

## Charakterystyka
Rezerwat został utworzony w celu ochrony wyjątkowych walorów krajobrazowych oraz przyrodniczych (geomorfologicznych i geobotanicznych). Zajmuje stożkowate wzniesienie Morenka o wysokości względnej około 35 m z roślinnością kserotermiczną. Na murawach można spotkać m.in. gatunki chronione i rzadziej spotykane: ostnica włosowata (Stipa capillata), sasanka łąkowa (Pulsatilla pratensis), kalina koralowa (Viburnum opulus), kocanki piaskowe (Helichrysum arenarium), wilżyna ciernista (Ononis spinosa) oraz gatunki rzadkie: strzęplica polska (Koeleria polonica), pięciornik biały (Potentilla alba), przetacznik wczesny (Veronica praecox), tymotka Boehmera (Phleum phleoides), kłosownica pierzasta (Brachypodium pinnatum), goździcznik wycięty (Petrorhagia prolifera), topola czarna (Populus nigra), owsica omszona (Avenula pubescens), klon polny (Acer campestre).

## Turystyka
Na szczycie Morenki znajduje się punkt widokowy z kamiennym siedziskiem dostępny stromą ścieżką od północnej strony wzgórza. Panorama doliny Odry z Międzyodrzem obejmuje obszar od Szczecina do Gryfina (Park Krajobrazowy Dolina Dolnej Odry). 
W pobliżu przebiegają 2 szlaki rowerowe: 
- Szlak rowerowy Bielika
- Szlak Kościołów Wiejskich Gminy Kołbaskowo

## Galeria

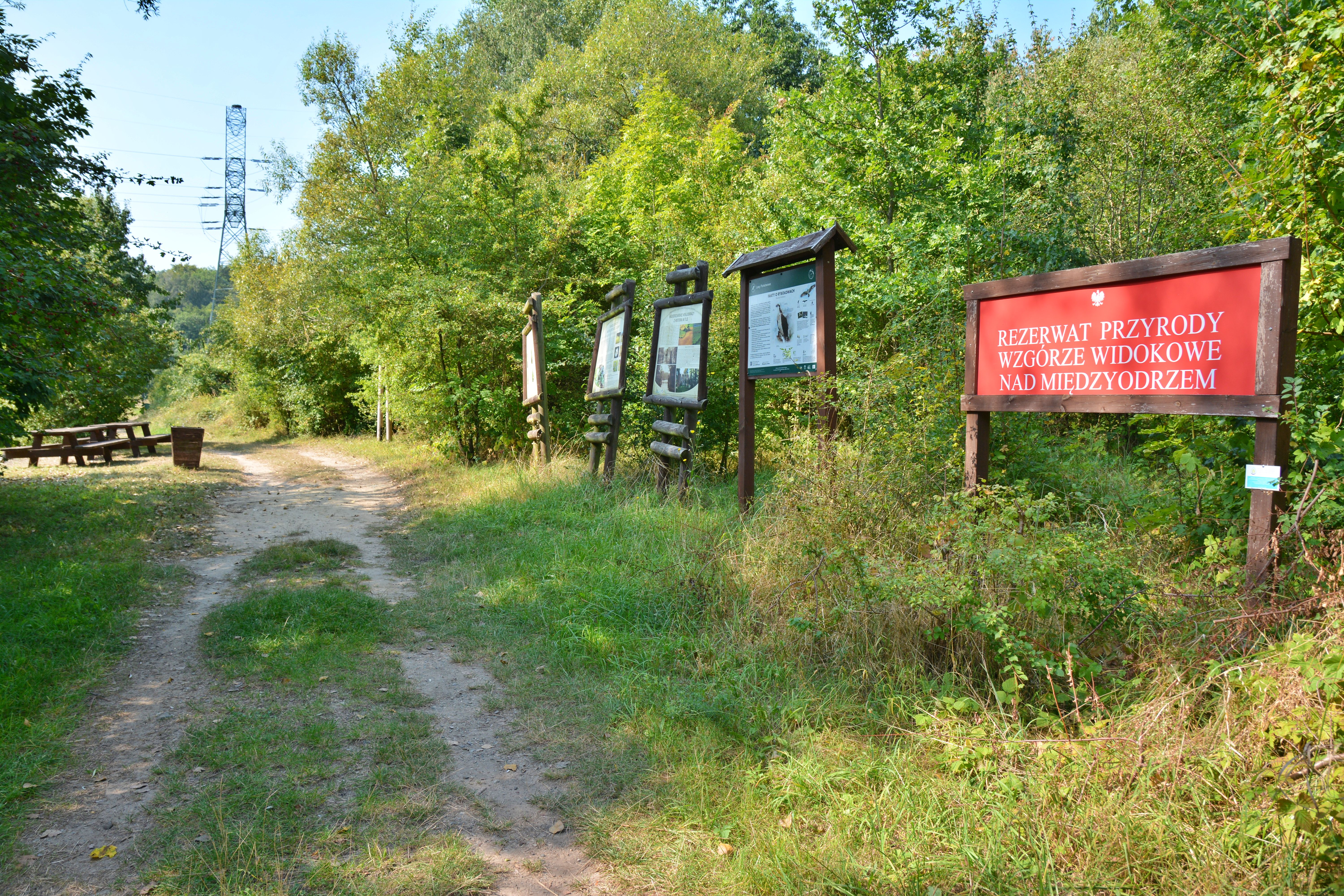
Tablice informacyjne w rezerwacie
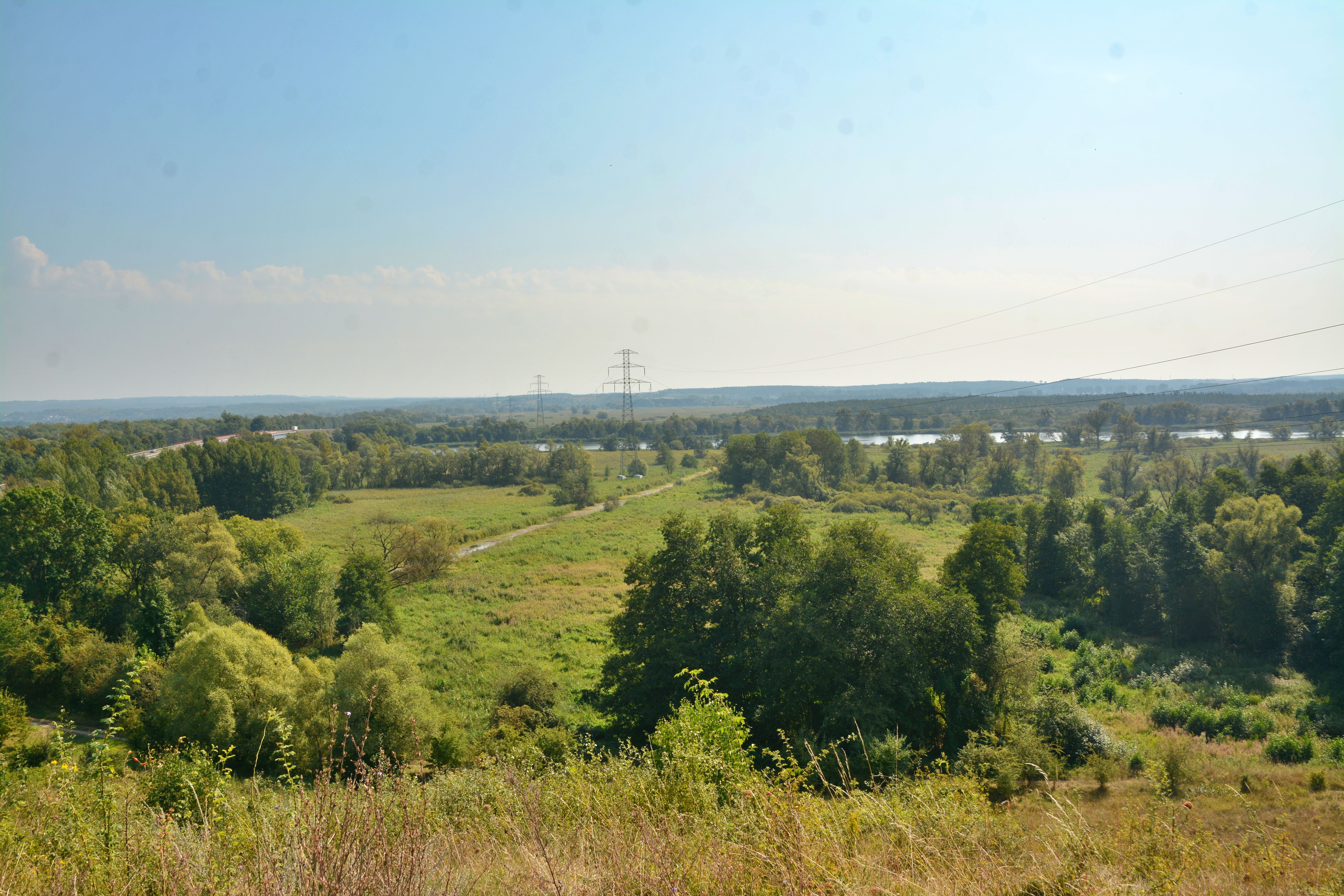
Widok ze wzgórza Morenka